# Facundo (empresa)
Facundo es una empresa española dedicada a la producción y distribución de frutos secos, aperitivos y patatas fritas. Su sede central está situada en Villada, en la provincia de Palencia.

## Historia
1944: Coincidiendo con el matrimonio de Lola y Facundo, nace una empresa familiar dedicada a la fabricación y venta de frutos secos. Comienza la fabricación de cacahuetes y avellanas en el trastero de su tienda de ultramarinos.
1950: Facundo acude a la I Feria del Campo con su burro Baldomero, algo que se convierte en la primera acción de marketing de la época y que causa furor en la feria.
1954: Comienza la fabricación de las pipas tostadas y Cacahuetes Repelados.
1957: La compañía importa de Alemania una de las primeras máquinas de envasado.
1958: Comienza la fabricación de las Pipas Aguasal.
1960: Fabricación de las Pipas de Calabaza (denominadas Perlas de mar).
1968: Se traslada la fabricación de la trastienda de la tienda de ultramarinos a una nave de 2000 m² situada en la periferia de Villada (Palencia). Se pone en funcionamiento modernas instalaciones para todo el proceso productivo: limpieza, clasificación, tueste, freidoras y envasado. Comienza la fabricación de pistachos.
1975: Comienza la fabricación de extrusionados de cereales para aperitivos.
1976: Se crea una red de distribución propia para Palencia y Valladolid, Los Girasoles S.A.
1982: Comienza la fabricación de Pipas peladas.
1984: Comienza la fabricación de Palomitas y Rulitos.
1985: Comienza la fabricación de Chaskis y Bolitas de queso.
1987: Comienza la fabricación de Agujitas.
1989: El 2 de agosto de este año fallece el presidente y cofundador Facundo Blanco.
1991: El gobierno de España otorga la medalla del mérito al trabajo a la presidenta y cofundadora Lola de la Fuente. Comienza la fabricación del Cocktail de aperitivos.
1992: Se construye una nueva planta en Villamuriel de Cerrato (Palencia) dedicada a la fabricación de patatas fritas y aperitivos. Comienza la fabricación del Cocktail de frutos secos.
1995: Comienza la fabricación de Ranchis (Patatas fritas): lisas, jamón, ajillo, onduladas.
1997: Comienza la fabricación de las Pipas Blanquillas.
2000: Comienza la fabricación de Europipas, Chaskis barbacoa y Papa-Paja.
2001: Comienza la fabricación del Contraste 5.
2002: Comienza la fabricación de los CornU2 y la Almendra saladilla.
2003: Comienza la fabricación de las Pipas Chimichurri y de las Pipas a la sal.
2006: El 9 de septiembre de este año fallece la presidenta y cofundadora Lola de la Fuente. Comienza la fabricación de la Gama “Minis”.
2007: Concesión a la empresa de la medalla al mérito civil por la ayuda prestada en el accidente de ferrocarril acaecido el 26 de agosto de 2006 enfrente de la fábrica de Villada (Palencia). Comienza la fabricación de los Fritos y de los Mini Chaskis.
2008: Comienza la fabricación de las Pipas Extra grandes.
2009: Comienza la fabricación de los Mix-Mini Chimichurri, las Blanquillas Serie Oro y las Pipas Supremas.
2010: Comienza la fabricación del Contraste 3.
2011: Comienza la fabricación de las Pipas Sin Sal y las Patatas Fritas Churrería.
2012: Comienza la fabricación de los Bastos Queso.
2013: Comienza la fabricación de las Pipas Rancheras, los Chaskis Rancheros, el Cocktail Clásico y el Cocktail Ranchero.
2014: La empresa recibe el Premio al Mejor Aperitivo Extrusionado a los Rings sabor cebolla otorgado por la asociación AFAP y Premio a la mejor gestión de redes sociales en el sector de aperitivos y golosinas otorgado por la empresa TNS.
Comienza la fabricación de los Rings Cebolla, la Gama Cuori, las Pipas Jalapeñas, los Booming Jalapeños y los Rings y Palomitas Chocolateadas.
2015: Firma un acuerdo de colaboración con Celíacos en Acción, la empresa se incluye en la lista verde de Greenpeace, por utilizar materias primas libres de transgénicos y en el libro blanco de productos de FACE que sirve como referencia para muchos celíacos. David Villagrá, director de marketing de Facundo, obtiene el premio al mejor Director Comercial y Marketing de Castilla y León. Lanza además una nueva forma de comunicarse: Díselo con Facundo. Comienza la fabricación de Crakis Chocolate, Rulitos chocolateados, Chaskis Queso y su apuesta más saludable: Cacahuetes Repelados Horneados y Pipas Peladas Horneadas.
2016: Crakis Chocolateados recibe el Premio al Mejor Aperitivo de 2016. Comienza la fabricación de Cocktail Sin Sal. Adhesión de la Gama Sin Sal a la FEC (Federación Española del Corazón).

## Presente
Facundo trabaja para convertirse en un referente en innovación y en la compañía nacional preferida en el sector de frutos secos y aperitivos. Su objetivo es ser una empresa imaginativa, ingeniosa y atrevida que permita sorprender constantemente a sus clientes con productos exquisitos y sabrosos, compatibles con un estilo de vida saludable con todos sus productos libres de gluten y de huevo y que son capaces de atrapar a un público fiel a través de sus marcas de las que cada año se consumen más de 80 millones de bolsas.
Dispone de 2 fábricas en la provincia de Palencia, (en Villada y en Villamuriel) y las oficinas comerciales están en Madrid.

## Compromiso con los alérgicos
Desde 2010 toda su producción se realiza sin gluten y sin huevo para que celíacos y alérgicos al huevo puedan disfrutar de sus productos, siendo este, su compromiso social: “Facundo para todo el mundo”.
Facundo realiza grandes esfuerzos para realizar este compromiso ajustando el precio y sus márgenes, ya que la empresa considera una injusticia pagar más por productos sin gluten que aquellos de uso habitual.
Comprometida la empresa con esta causa, a principios de 2015 firmó una colaboración indefinida con Celíacos en Acción, asociación dedicada a defender la situación injusta de los celíacos y actualmente está realizando todos los procesos analíticos que obliga la FACE (Federación de Asociaciones de Celíacos Españoles) para estar presente en su libro-guía para los celíacos con todo su portfolio de productos libres de gluten.

## Compromiso con los hipertensos
Facundo sigue trabajando para que todo el mundo pueda disfrutar sus productos. Así, la empresa ha creado su nueva gama SIN SAL para que personas hipertensas y que cuidan la ingesta de sal puedan consumirla. La Fundación Española del Corazón ha firmado un acuerdo con la empresa para garantizar que esta gama no contiene sal añadida.
Así, tanto Cocktail como Pipas Sin Sal llevarán estampado el sello de la FEC, entrando a formar parte del PASFEC (Programa de Alimentación y Salud de la FEC). De la misma forma, las últimas incorporaciones de la marca Chaskis Sin Sal Añadida y Patatas Churrería Sin Sal Añadida incluirán este distintivo informativo. 

## Compromiso con los más necesitados: Facundo Solidario
Facundo Solidario es el tercer pilar del compromiso social de Facundo. De forma anual, la empresa determina 3 retos con 3 ONG y trata de lograrlos a través de su plataforma Mundo Facundo. En ella, los usuarios, canjean sus puntos, por aportaciones a estos retos. Estos puntos se consiguen escaneando los QRs que existen en todas las bolsas de productos de Facundo y que hasta este momento, solo podían ser canjeados por participaciones en promociones y sorteos.

## Productos
Facundo divide sus productos en 4 categorías: frutos secos, mezclas, aperitivos y patatas fritas. Dentro de cada categoría tiene diversos productos.

### Frutos secos
- Pipas de girasol
- Pipas peladas
- Pipas de calabaza
- Pipas Sin sal
- Corn-U-2
- Cacahuetes
- Pistachos

### Mezclas
- Mix
- Cocktail Clásico
- Cocktail con Cáscara
- Cocktail Ranchero
- Cocktail Gourmet
- Cocktail Sin Sal
- Contrastes

### Aperitivos
- Chaskis
- Chaskis Sin Sal
- Fritos
- Bastos
- Booming
- Rings
- Rulitos
- Bolitas
- Palomitas
- Cuori
- Crakis
- Chasketos
- Agujitas

### Patatas fritas
- Churrería
- Churrería Sin Sal Añadida
- Al Jamón
- Al Ajillo
- Papa-Paja

### Gamas de producto
Facundo dispone de varias gamas de producto destacando las siguientes.
- La Gama Infantil es una gama destinada al público infantil. El formato de las bolsas es reducido por lo que contiene menos cantidad ajustándose a una ingesta ideal para menores de 12 años.
- La Gama Cuori es la gama más saludable de Facundo. Se trata de aperitivos con forma de corazón horneados en lugar de fritos y con dos sabores.
- La Gama de Chocolateados es la gama más dulce de Facundo, en donde sus aperitivos contienen una cobertura de chocolate para un público goloso.
- La Gama sin Sal son productos enfocados a un público adulto que padece de hipertensión y donde su ingesta de alimentos debe estar libre de toda sal añadida.

## Premios
Facundo ha sido galardonado con premios de diferente ámbito durante los últimos años.
- Medalla al mérito al trabajo 1991 a Doña Mª Dolores de la Fuente por su capacidad y esfuerzo continuados, así como por su capacidad de generar empleo.
- Medalla al mérito civil otorgada por la ayuda facilitada a los accidentados del 21 de agosto de 2006 en el tren Alvia procedente de Galicia acaecido enfrente de la fábrica de Villada.
- Mejor página en Facebook en la categoría de Aperitivos, Chuches y Chocolates en los TNS Fan Awards de 2014.
- Mejor aperitivo Extrusionado 2014 a los Rings Cebolla en el Concurso de Aperitivos celebrado en el marco del XII Seminario de Aperitivos celebrado en el congreso de AFAP.
- Mejor Director Comercial y Marketing 2015 a David Villagrá Blanco, director de Marketing de Facundo por la revista Castilla y León Económica.
- Mejor APP por la aplicación Mundo Facundo en los Premios Competitividad Digital.
- Aperitivo más Innovador del 2016 a los Crakis Chocolateados por la Asociación de Fabricantes de Aperitivos y Patatas en la III edición del Concurso de Aperitivos.

## Curiosidades
Uno de los eslogan que más popularidad otorgó a la empresa fue el mostrado en sus pipas, que decía: Y el toro dijo al morir: "Siento dejar este mundo sin probar pipas Facundo".